# José Eugenio Bermejillo Menocal
José Eugenio Bermejillo Menocal fou un polític valencià, diputat a les Corts Espanyoles durant a restauració borbònica.
Diputat a la diputació de Castelló per Nules des de novembre de 1860 a agost de 1863. Va aconseguir l'acta de diputat a les eleccions generals espanyoles de 1884 pel districte de Sogorb. Va formar part del Partit Conservador inscrit al corrent castellonenc de Francisco Romero Robledo, oposada a qualsevol col·laboració amb el cossi. A les eleccions de 1886 fou derrotat pel cacic liberal Juan Navarro Reverter.